# Модальная логика
Мода́льная ло́гика (от лат. modus — способ, мера) — логика, в которой кроме стандартных логических связок, переменных и предикатов есть модальности (модальные операторы, другие названия: модальные понятия, модальные отношения, модальные характеристики, оценки).
Логическая теория является модальной, если
- она содержит хотя бы три модальных оператора
- она является надстройкой над логикой ассерторических высказываний
- квалификации, даваемые сильными её модальностями, несовместимы с квалификациями, даваемыми слабыми её модальностями
- из простой истинности или ложности высказывания нельзя заключить, какую именно модальную характеристику должна иметь устанавливаемая этим высказыванием связь
- из квалификации высказывания с помощью слабого модального понятия не следует ни то, что высказывание истинно, ни то, что оно ложно
- если высказыванию приписана слабая модальная характеристики, то его отрицанию должна быть приписана она же

Модальные операторы используются для оценки истинности суждения (развёрнуто: для оценки истинности суждений об истинности какой-то ситуации или суждения). Можно сказать, что модальная логика — это изучение дедуктивного поведения выражений «необходимо, что», «возможно, что» и подобных (в узком смысле её и называют «логикой необходимости и возможности»). Однако, термин «модальная логика» относится также и к другим оперирующим похожими понятиями системам (см. ниже разновидности модальностей). Модальные логики применимы в информатике и особенно — в философии, где суждения с модальностями применяются широко и вместе с тем запутанно.
Перечисленные выше требования считаются необходимыми для любой модальной логики и первое из них соответствует самому определению таковой, а остальные предотвращают вырождение модальной логики в обычную логику высказываний (в которой нет квалификаций посредством модальных операторов). Однако, одна из простейших модальных логик — логика Крипке, предложенная Солом Крипке, называемая в его честь «логика К» — содержит только два модальных оператора (из обязательных только «необходимо», а второй — необязательный «возможно») и не является достаточно сильной для адекватного учёта оператора «необходимо».
Модальные логики применяются в философии языка, эпистемологии, метафизике и формальной семантике. При этом математический аппарат модальной логики оказался полезным во многих других областях, включая теорию игр, верификацию программ, веб-дизайн, теорию множеств и социальную эпистемологию

## Сравнение с классической логикой
Классическая логика - будь то классическая логика высказываний, классическая логика предикатов, классическая силлогистика или аристотелевская силлогистика - основаны на нескольких начальных предпосылках:
- (Принцип двузначности): Возможными значениями высказываний являются лишь абстрактные объекты "истина" и "ложь", и ничего другого
- (Принцип двузначности): Любое высказывание (формула) принимает, по крайней мере одно значение из множества {"истина","ложь"}
- (Принцип двузначности): Любое высказывание принимает только одно значение из множества {"истина","ложь"}
- (Принцип экстенциальности): Значение сложного выражения зависит только от значений составляющих его выражений - то есть для установления истинности значение имеет только значения знаков, а их смыслы и иные синтаксические, семантические или прагматические их характеристики, а также их контекст могут вовсе не приниматься в расчёт; это утверждение также известно в формулировке "истинность суждения определяется его формой и не зависит от содержания и контекста".
- (Корреспондентное определение истины): Высказывание истинно, если и только если то, что в нём утверждается, имеет место в действительности
- (Принцип экзистенциальности): Область интерпретации (универсум рассмотрения) высказывания (формулы) содержит, по крайней мере, один объект
- (Принцип экзистенциальности): Значениями термов являются элементы  области интерпретации (то есть не могут использоваться пустые или мнимые термы)

Все неклассические логики основываются на отказе от каких-то из перечисленных предпосылок классической логики - по причине того, что такой набор предпосылок делает невозможным рассмотрение истинности многих суждений, и не подходит для некоторых задач. 
Модальные логики являются разновидностями так называемых "интенсиональных" логик - то есть логик, которые отказываются от принципа экстенциональности, и рассматривают некие аспекты внутреннего содержания высказываний и контекст, в котором эти высказывания встречаются. В рамках таких логик исследуются и формализуются логические связки, не являющиеся знаками функции истинности (в модальных логиках такими связками являются модальности, то есть они исследуют модальные контексты языка; в других вариантах интенсиональных логик встречаются также и другие связки; например, другим классом интенсиональных логик являются релевантные логики; ещё один пример - "свободные логики", отказывающиеся от принципа экзистенциальности).

Кроме этих предпосылок о функции истинности, природе истинности и непустоте терминов, есть также ряд свойств классического логического вывода (отношения следования, выводимости и импликации - ниже все они обозначаются символом импликации "⊃", логическая двуместная константа "если, то"):
- (Монотонность): Добавление новой информации не отменяет предыдущие выводы, то есть если верно (А, В ⊃ C), то верно и (А, D, B ⊃ C)
- (Рефлексивность): Любая посылка подразумевает сама себя, то есть А ⊃ А
- (Нечувствительность к перестановкам): Посылки могут меняться местами, не влияя на достоверность вывода, то есть ((если А, В, С, D то Х) = (если А, С, D, B то Х))
- (Правило сокращения): Повторяющиеся посылки можно сократить, не влияя на достоверность вывода, то есть ((если А, В, А, D то Х) = (если А, В, D то Х))
- (Правило разрезания): Посылки могут заменяться последовательностями подразумевающих их посылок, то есть ((А, B, Y ⊃ C), (Z ⊃ A)) = (Z, B, Y ⊃ C)

Некоторые неклассические логики включают в себя изменения каких-то из этих свойств вывода (то есть импликации), например, немонотонные логики отказываются от свойства монотонности.
Модальные логики по умолчанию сохраняют указанные выше свойства классической импликацию. Обратим внимание, что знаки модальностей не являются предметными переменными или константами, они подобны знакам логических связок, кванторов или предиктов - поэтому знаки модальностей в общем случае нельзя переставлять местами, это влияет на корректность вывода. Однако, добавляет дополнительные требования к определению импликации.

Классическое определение вывода (импликации) может формулироваться так:
- Заключение следует из посылок если и только если истинность посылок несовместима с ложностью заключения

Однако, так как в модальной логике в посылках и выводах фигурируют модальности - которые не истинны и не ложны - классическое определение импликации становится проблематично к ним применять.

В минимальной модальной логике М1 такими дополнительными требованиями к свойствам импликации являются аксиомы, формализующие описанные выше требования к логике, необходимые для того, чтобы такая логика считалась модальной:
- (А1): ¬(Vp & Wp) & ¬(Wp & Yp)
- (А2): Wp ⊃ W(¬p)
- (А3): Vp & Vq ⊃ V(p & q)
- (А4): V(p v q) v W(p v q) ⇔ Vp v Vq v Wp v Wq
- (А5): Y(p v q) ⇔ Yp & Yq

Здесь "v" - означает логическое "или", а V, W, Y - символы модальностей (см. ниже раздел "модальности")

В минимальной модальной логике К такими дополнительными требованиями являются следующие:
- ("правило необходимости"): Если в К утверждение А является теоремой, то необходимо, что А. Так как К - надстройка над логикой предикатов, это значит, что любая теорема логики предикатов квалифицируется как необходимая.
- ("аксиома распределения"): Если (необходимо, что (если А, то В), то из (необходимо, что А) следует (необходимо, что В))
- (Отношение между модальностями): {\displaystyle \Diamond }А = ¬{\displaystyle \Box }¬А

В системе М (или Т) добавляется ещё одна аксиома, так как логика К, кажется, не вполне удовлетворительно характеризует модальность "необходимо, что"; данная аксиома недоказуема в К:
- ("правило М"): Если необходимо, что А, то А.

Полученная система считается многими логиками всё ещё слишком слабой для адекватного учёта модальности "необходимо, что" - в системе S4 к аксиомам М добавляют аксиому 
- {\displaystyle \Box }А ⊃ {\displaystyle \Box \Box }А

А в системе S5 к этому добавляют ещё аксиому 
- {\displaystyle \Diamond }А ⊃ {\displaystyle \Box \Diamond }А

Наконец, в системе В добавляют ещё аксиому:
- А ⊃ {\displaystyle \Box \Diamond }А

## Модальности
Модальности бывают разных типов. Модальность — это оценка, квалификация, которая фиксирует характер утверждения. Высказывания, фиксирующие только сам факт наличия или отсутствия какой-то ситуации называются ассерторическими. Высказывания, которые характеризуют кроме этого характер такого утверждения — то есть содержат модальности — называются модальными.
Модальности располагают в ряд по силе: самая сильная модальность — необходимо; более слабая модальность — это отсутствие модальности, то есть модальность ассерторического высказывания; самая слабая модальность — модальность возможности. Модальность «Невозможно Б» определяется как «Необходимо, что неверно Б» (важно, что хотя в разговорном русском языке её название выглядит похоже на отрицание возможности, в определении не фигурирует отрицание возможности — модальная логика вообще не требует задания модальности «возможно»).
- Модальные понятия вне контекста задаются по схеме
  - сильный положительный (утвердительный) оператор, иногда обозначают как V (вне контекста, чтобы вид высказываний сохранялся независимо от сорта модальной логики)
  - сильный отрицательный (запрещающий) оператор, Y
  - слабый модальный оператор, W
  - дополнительный слабый оператор (U), определяемый посредством предыдущих (обязательных) операторов

При таком способе задания, модальные операторы играют роль трёх-четырёхзначных функций оценки истинности или детерминированности. Альтернативно, в семантике Крипке, модальная логика может быть задана через 2 модальных оператора, которые играют роль аналогичную дополнительным кванторам («необходимо» подобно квантору «любой», а «возможно» подобно квантору «существует»).
Далее следует перечисление модальностей в порядке соответствия силы модальности (в качестве базового списка можно рассматривать логические алетические модальности; первые три модальности в каждом пункте задаются обязательно, модальность «возможно» не всегда возможно задать, она не всегда задаётся и, в отличие от первых трёх модальностей, её нет в списке обязательных модальностей для того, чтобы логика считалась логикой модальностей и функционировала как таковая)
- Алетические (от др.-греч. ἀλήθεια — истина) модальности:[1]
  - Логические:
    - необходимо, V
    - случайно, W
    - невозможно, Y
    - возможно, U

  - Онтологические (также называются фактическими, эмпирическими, физическими или каузальными):
    - {\displaystyle \Box } — необходимо, V
    - {\displaystyle \triangle } — случайно, W
    - невозможно, Y
    - {\displaystyle \Diamond } — возможно, U

Алетические модальности оценивают истинность утверждений об истинности ситуаций с позиции либо законов логики (логические алетические модальности), либо известных фактов и законов природы (онтологические алетические модальности). Иначе можно сказать, что они оценивают, насколько описываемая ситуация детерминирована некоторым множеством законов и фактов. Например, утверждение «необходимо, что всякое животное смертно» является истинным, если интерпретировать «необходимо» как онтологическую модальность (так как накопленные научные факты указывают на это) — но оно же является ложным, если интерпретировать «необходимо» как логическую модальность (так как выражает высказывание «для всякого х верно, что если х имеет свойство А, то х имеет свойство Б», не имеющее форму общезначимого высказывания).
Другой пример — высказывание «возможно, что существует вечный двигатель». Если модальность интерпретировать как логическую, то высказывание истинно (так как выражает лишь, что существует х, обладающий каким-то свойством); но если модальность интерпретировать как онтологическую, то высказывание ложно (так как противоречит известным законам физики и фактам, на основании которых те установлены).
- Эпистемические[1]
  - Касающиеся знаний[9]
    - Доказуемо (или доказано)
    - Неразрешимо (непроверяемо)
    - Опровержимо (или опровергнуто)

  - Касающиеся убеждений (доксастические)
    - Полагает (убеждён)
    - Сомневается
    - Отвергает
    - Допускает, U

Разница между оценками знаний и убеждений в данном случае заключается в том, что утверждение «А полагает, что Б» фиксирует лишь мнение А — в то время, как утверждение «А знает, что Б» фиксирует следующую ситуацию: «А полагает, что Б и Б имеет место в действительности».
- Деонтические (нормативно-правовые)[1]
  - Обязательно, V, O
  - Нормативно-безразлично, W
  - Запрещено, Y, F
  - Разрешено, U, P

- Аксиологические (др.-греч. ἀξίᾱ — ценность)[1]:
  - Абсолютные
    - хорошо
    - нейтрально (аксиологически безразлично)
    - плохо

  - Сравнительные
    - лучше
    - равноценно
    - хуже

Аксиологическую логику разработал философ А. А. Ивин.
- Временные[1]:
  - Абсолютные
    - всегда
    - только иногда
    - никогда

  - Сравнительные
    - раньше
    - одновременно
    - позже («а затем», «потом»)

Кроме этого могут быть введены и другие модальности: «всегда будет» (ситуация будет иметь место в каждый момент будущего), «было» (ситуация имела место когда-то в прошлом) и пр.
Например, можно задать:
- -     - Всегда было, G
    - Было, H
    - Всегда будет, F
    - Будет, P

Кроме этого, модальности делятся по нескольким другим признакам.
По количеству местности модальности (так же, как говорят о местности пропозициональных связок)
- Абсолютные модальности — это одноместные (унарные) модальности, которые образуют модальное высказывание из одного высказывания
- Относительные модальности — это модальности, местность которых больше 1 (например, «А позже Б», «Б лучше С» и т. п.)

По тому, оценивается ли ситуация с позиции определённого субъекта
- Личностные модальности
- Безличностные модальности

По тому, какую часть высказывания характеризует модальный оператор
- Внутренние модальности (de re, о вещи, о предмете) — оценивают присущесть свойств предметам в высказывании
- Внешние модальности (de dicto, о сказанном, о речи) — оценивают характер самого высказывания

Например, модус силлогистики (Barbara)
Всякий А есть Б
Всякий С есть А
Следовательно, всякий С есть Б
Является верным, если рассматривать его как содержащий внутреннюю модальность «логически необходимо» — но он же является логически ложным, если его рассматривать как содержащий внешнюю модальность «логически необходимо».
Верное утверждение:
Всякий А необходимо есть Б
Всякий С есть А
Следовательно, всякий С необходимо есть Б
Ложное утверждение:
Необходимо, что всякий А есть Б
Всякий С есть А
Следовательно, необходимо, что всякий С есть Б
Существует два правила, которые необходимо добавить к силлогистике для проверки силлогизмов с модальностью de dicto:
- модальность заключения не может быть сильнее, чем в слабейшей по модальности посылке и
- если одна из посылок проблематическая, то другая должна быть аподиктической

Аподиктическая — «о необходимо присущем» или «о необходимо не присущем»; проблематическая — «о возможно присущем» или «о возможно не присущем».

## Логика знаний
Оперирует понятиями «знает», «полагает».

## Деонтическая логика
Оперирует понятиями: обязательство, разрешение, норма.
«Ты обязан это сделать» («Твой долг это сделать») либо «Ты можешь это сделать»
Эти понятия пытались внедрить достаточно давно, но значительный результат был только у Георга фон Вригта в Deontic Logic, Mind, New Series, Vol. 60, No. 237. (Jan., 1951), pp. 1-15.
Статья 2007 года о реализации деонтической логики. A Formal Language for Electronic Contracts использующий µ-calculus и реализацию mu-cke от A. Biere

## Семантика
В математической логике и информатике наиболее распространённой является семантика Крипке, также существуют алгебраическая семантика, топологическая семантика и ряд других.

## Синтаксис
Модальная формула определяется рекурсивно как слово в алфавите состоящем из счетного множества пропозициональных переменных {\displaystyle PL}, классических связок {\displaystyle \to ,\bot }, скобок {\displaystyle (}, {\displaystyle )} и модального оператора {\displaystyle \Box }. А именно, формулой является
1. {\displaystyle p} для любого {\displaystyle p\in PL}.
2. {\displaystyle \bot }.
3. {\displaystyle (A\to B)}, если {\displaystyle A} и {\displaystyle B} — формулы.
4. {\displaystyle (\Box A)}, если {\displaystyle A} — формула.

Нормальной модальной логикой называется множество модальных формул, содержащее все классические тавтологии, аксиому нормальности
{\displaystyle \Box (p\to q)\to (\Box p\to \Box q)}
и замкнутое относительно правил Modus ponens {\displaystyle {\frac {A,A\to B}{B}}}, подстановки {\displaystyle {\frac {A(p)}{A(B)}}} и введение модальности {\displaystyle {\frac {A}{\Box A}}}.
Минимальная нормальная модальная логика обозначается {\displaystyle K}.

## Замечания
- теория двойников обеспечивает перевод языка квантифицированной модальной логики в первопорядковую теорию (но не наоборот) без каких-либо интенсиональных операторов типа «возможно» и «необходимо»[13][источник не указан 1949 дней]